# Лоуин, Джон
Джон Лоуин (англ. John Lowin, крещён 9 декабря 1576 г., Лондон — 16/18 марта 1659 г.) — английский актёр.

## Биография
Сын кожевника, как и Роберт Армин учился на ювелира. Не числясь в гильдии ювелиров, Лоуин тем не менее в 1611 году участвовал вместе с её членами в театрализованном представлении по пьесе Энтони Мендея. В договоре о найме Лоуин назван «братом» гильдии, что указывало на продолжающиеся отношения его и профессионального объединения ювелиров. С 1602 года Лоуин часто упоминается в бухгалтерских книгах Филипа Хэнслоу как член труппы, игравшей в театре «Роза». В конце 1603 года присоединился к шекспировской труппе «Слуги короля», а в 1604 году, вероятно, стал её акционером, когда их количество было увеличено до двадцати. Играл в пьесах: Джона Марстона «Недовольный»; Бена Джонсона «Падение Сеяна» (1603), «Вольпоне» (1605), «Алхимик» (1610), «Заговор Катилины» (1611); Джона Флетчера «Бондука» и «Валентиниан» (ок. 1613) и Джона Уэбстера «Герцогиня Мальфи» (ок. 1621).
После закрытия театров в 1642 году, вероятно, держал гостиницу «Три голубя» в Брентфорде. Умер в Брентфорде в возрасте 82-х лет.